# Hanyang
Hanyang (chiń. upr. 汉阳区; chiń. trad. 漢陽區; pinyin Hànyáng Qū) – dzielnica miasta Wuhan, stolicy chińskiej prowincji Hubei, położona na prawym brzegu rzeki Han Shui przy jej ujściu do Jangcy; oddzielne miasto do momentu połączenia z Hankou i Wuchang w 1949 roku. Według danych z 2011 roku, liczba mieszkańców dzielnicy wynosiła 420529
Nazwę Hanyang nadano w okresie dynastii Sui (581–618).
W latach 90. XIX wieku wybudowano w Hanyang z inicjatywy Zhang Zhidonga arsenał i hutę, która była jedną z najważniejszych w państwie do połowy XX wieku. W latach 1938–45 miasto znajdowało się pod okupacją japońską. 
Stolica rzymskokatolickiej diecezji Hanyang.